# Stella (Nebraska)
Stella é uma vila localizada no estado americano de Nebraska, no Condado de Richardson.

## Demografia
Segundo o censo americano de 2000, a sua população era de 220 habitantes.
Em 2006, foi estimada uma população de 205, um decréscimo de 15 (-6.8%).

## Geografia
De acordo com o United States Census Bureau, a localidade tem uma área de 0,5 km², sem área coberta por água.

## Localidades na vizinhança
O diagrama seguinte representa as localidades num raio de 16 km ao redor de Stella.